# Raúl Amundaray
Raúl José Amundaray Castro, más conocido como Raúl Amundaray (Caracas, 18 de mayo de 1937- Houston,  21 de enero de 2020), fue un actor de televisión venezolano, locutor, declamador y profesor de actuación. También fue el fundador del Teatro de Cámara de Caracas.

## Biografía
Cuando ya podía valerse por sí mismo en la ciudad de Caracas, allá por los años cincuenta, acostumbraba ausentarse del liceo y visitar distintas emisoras de radio como Radio Libertador, Radio Cultura, Radiodifusora Venezuela, Radio Rumbos y Radio Continente.
Después de obtener su primer papel importante, su nombre comenzó a figurar en los créditos de la radionovela Para ti, mujer. Se desarrolló como actor en el teatro y pronto los ejecutivos de los canales de televisión lo buscaban con fervor. Actuó en Noche de gala y posteriormente debutó en Radio Caracas con Amalia Pérez Díaz en una obra de Jean Cocteau. Luego participó en otros teleteatros hasta que logró el papel protagónico en la telenovela Historia de tres hermanas en donde interpretó a un héroe romántico de la Independencia de Venezuela. Esta actuación le abrió el camino para participar en numerosas telenovelas venezolanas.
En 1965, cuando aún no existían las cintas de video y las telenovelas se hacían en vivo de lunes a viernes, obtuvo el papel de Albertico Limonta en la telenovela El derecho de nacer . Fue tal la audiencia abrumadora de esta producción dramática que los directivos del canal que la transmitía decidieron transmitirla incluso hasta los sábados durante dos años. Este fue apenas su segundo papel protagónico y el que le abrió las puertas para participar en más de una veintena de producciones dramáticas venezolanas, en películas locales, mexicanas e incluso en Hollywood.
En mayo del 2010 estuvo muy enfermo debido a una enfermedad intestinal que afortunadamente le fue diagnosticada y tratada a tiempo.
Entre sus últimos trabajos destacó su participación en la telenovela de Venevisión ¿Vieja yo? en donde interpretó a José Martínez "Don Pipo". Su última actuación fue en el papel de Embajador para la película Dos otoños en París. En el 2018, se mudó a Houston, Estados Unidos, pero antes tuvo que cerrar una escuela de actuación que había fundado en Venezuela.
Falleció a los ochenta y dos años por un paro respiratorio en la madrugada del 21 de enero de 2020  en la ciudad de Houston.

## Filmografía

### Telenovelas
| Año  | Título                           | Personaje                                                        |
| ---- | -------------------------------- | ---------------------------------------------------------------- |
| 1961 | Cinco destinos                   |                                                                  |
| 1964 | Historia de tres hermanas        |                                                                  |
| 1965 | El derecho de nacer              | Albertico Limonta                                                |
| 1970 | Cristina                         | Raúl                                                             |
| 1971 | La usurpadora                    | Daniel Bracho                                                    |
| 1972 | Sacrificio de mujer              | Arturo/Horacio                                                   |
| 1973 | Raquel                           | Alberto Estévez                                                  |
| 1975 | Valentina                        | Fernando Morante                                                 |
| 1977 | Resurrección                     |                                                                  |
| 1977 | Piel de zapa                     | Alberto                                                          |
| 1979 | Mabel Valdez, periodista         | Ricardo                                                          |
| 1980 | El asesinato de Delgado Chalbaud | Carlos Delgado Chalbaud                                          |
| 1981 | Angelito                         |                                                                  |
| 1982 | ¿Qué pasó con Jacqueline?        |                                                                  |
| 1982 | La señorita Perdomo              |                                                                  |
| 1983 | Chao Cristina                    |                                                                  |
| 1985 | Cristal                          | Alejandro Ascanio                                                |
| 1990 | Emperatriz                       | Alejandro Magno Corona                                           |
| 1993 | Por amarte tanto                 | Gregorio Velásquez                                               |
| 1995 | Dulce enemiga                    | Antonio Andueza                                                  |
| 1996 | El perdón de los pecados         | Marco Aurelio Antonioni                                          |
| 1997 | Todo por tu amor                 | Daniel                                                           |
| 1997 | Destino de mujer                 | Artemio Ruíz                                                     |
| 1998 | El país de las mujeres           | Cuenca                                                           |
| 1999 | Cuando hay pasión                | Félix Manuel Escobar                                             |
| 2001 | Más que Amor... Frenesí          | Tadeo Guerrero                                                   |
| 2002 | Las González                     | Ubaldo                                                           |
| 2003 | Engañada                         | Raúl                                                             |
| 2005 | Se solicita príncipe azul        | Aquiles Pérez Luna                                               |
| 2006 | Voltea pa' que te enamores       | José Tadeo Malavé                                                |
| 2008 | ¿Vieja yo?                       | José Martínez "Don Pipo"                                         |
| 2010 | La mujer perfecta                | Acompañante ocasional de "Perla" la Dama de Compañía (Eva Gómez) |
| 2012 | Natalia del mar                  | Monseñor Gómez                                                   |

### Cine
| Año  | Título                  |
| ---- | ----------------------- |
| 1956 | Llamas contra el viento |
| 1967 | OK Cleopatra            |
| 1971 | Sacrificio              |
| 2019 | Dos otoños en París     |